# Scopifera monstrosalis
Scopifera monstrosalis là một loài bướm đêm trong họ Noctuidae.